# Skrea strand
La plage de Skrea (Skrea strand) est une plage de Suède située dans le village de Skrea, de la commune de Falkenberg dans le comté de Halland.